# Upplands runinskrifter 291
Upplands runinskrifter 291 är ett vikingatida runstensfragment av granit i Vik, Hammarby socken och Upplands-Väsby kommun. Runstensfragmentet är 45 gånger 35 gånger 20 centimeter stort med en 5 centimeter bred textslinga. Det är oklart om fragmentet utgjort en del av samma runsten som U 290.

## Inskriften
Translitterering av runraden:
...ri---...
Normalisering till runsvenska:
...